# Wehrwirtschaftsführer

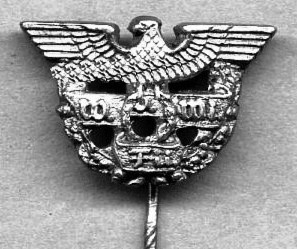
alfinete civil de um WeWiFü

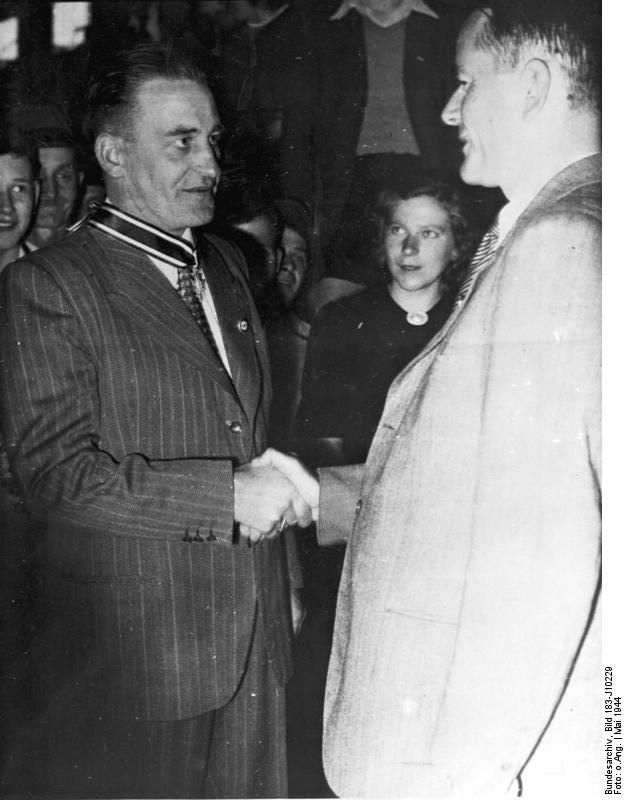
Albert Speer (à direita) parabeniza o ‘Wehrwirtschaftsführer’ Edmund Geilenberg (à esquerda) por ter recebido a Cruz de Mérito de Guerra (1939) es (maio de 1944), fotografia do ‚Arquivo Federal (Alemanha)‘

 Wehrwirtschaftsführer  (WeWiFü) era um título honorário do Reich nacional-socialista alemão concedido aos chefes de empresas relacionadas a armamentos como parte dos prêmios do NSDAP. ,

## História
Os líderes da economia militar foram nomeados a partir de 1935 pelo escritório de economia militar e armamentos do OKW. A intenção era ligá-los à Wehrmacht e dar-lhes um status quase militar.  Depois de 1938, a nomeação foi feita pelo Ministério da Economia do Reich. A partir de 1940, os principais representantes de empresas não armamentistas receberam cada vez mais esse título para documentar a conversão das empresas às necessidades da economia de guerra. Especialmente no caso de nomeações anteriores a 1940, o título pouco diz sobre a afinidade política do proprietário com o regime nazista ou sobre a importância da indústria bélica de sua empresa. Com a ajuda de uma nomeação como líder econômico militar, as condições legais trabalhistas para os trabalhadores e funcionários da empresa em questão poderiam ser agravadas.

## Líder de Economia Militar (seleção)
No total, cerca de 400 pessoas foram condecoradas com o Wehrwirtschaftsführer, incluindo:
- Carl F. W. Borgward
- Carl Bosch (I.G. Farben)
- Heinrich Bütefisch (I.G. Farben)
- Claude Dornier
- Hugo Eckener (1939)
- Gerhard Fieseler (Gerhard-Fieseler-Werke)
- Friedrich Karl Flick
- Ernst Heinkel (fabricante de aeronaves)
- Hans Kohnert
- Carl Krauch
- Alfried Krupp von Bohlen und Halbach
- Gustav Krupp von Bohlen und Halbach
- Willy Messerschmitt
- Johannes Müller (Junkers)
- Ferdinand Porsche
- Günther Quandt
- Hermann Röchling
- Willy Sachs
- Hans-Günther Sohl
- Kurt Tank
- Herbert Tengelmann

## Wehrwirtschaftsführer depois da guerra
Após o fim da guerra, a maioria dos líderes militares foram punidos pelos Aliados, mas logo foram reintegrados em posições-chave na reconstrução nas condições da Guerra Fria. Sintomático disso foi o retorno ao poder de Friedrich Flick, o maior chefe de empresa do Terceiro Reich e o líder mais proeminente da economia militar. Após sete anos de cativeiro, ele voltou a se tornar o maior empresário da República Federal, condecorado com a Grã-Cruz do Mérito com alça e estrela. 

## literatura
- Klaus Drobisch: Dokumente über Vorgeschichte und Charakter des faschistischen Wehrwirtschaftsführer-Korps. In: Zeitschrift für Militärgeschichte 5, 1966, S. 323–337, ISSN 0044-3115.
- Paul Erker: Industrieeliten in der NS-Zeit: Anpassungsbereitschaft und Eigeninteresse von Unternehmen in der Rüstungs- und Kriegswirtschaft, 1936 - 1945. Passau: Wissenschaftsverlag Rothe, 1993, S. 120
- Jens Ulrich Heine: Namen und Herkunft der Wehrwirtschaftsführer des Deutschen Reiches am 1. Januar 1942. 1976, bundesarchiv.de
- Kurt Pritzkoleit: Gott erhält die Mächtigen - Rück- und Rundblick auf den deutschen Wohlstand. Düsseldorf: Karl Rauch Verlag, S. 430, pp. 95 -123 Liste der (auch nach Kriegsende) bedeutendsten Wehrwirtschaftsführer.

## Weblinks
- Braunbuch: Kriegs- und Naziverbrecher in der Bundesrepublik und in Westberlin. Hrsg. v. Nationalrat der Nationalen Front des Demokratischen Deutschland, 1968. Liste von Wehrwirtschaftsführern (Memento vom 19. novembro 2010 im Internet Archive) via Internet Archive
- Begriffsbestimmung aus der Enzyklopädie des Nationalsozialismus